# Огнеупорный (фильм)
«Огнеупорный» (англ. Fireproof) — христианский драматический фильм 2008 года кинокомпаний Samuel Goldwyn Films и Sherwood Pictures режиссёра Алекса Кендрика, выступившего соавтором и сопродюсером со Стивеном Кендриком.
Вначале отзывы о фильме были в целом отрицательными, однако во время проката фильм получил большой успех, «Огнеупорный» стал самым кассовым христианским независимым фильмом 2008 года, сборы составили более $ 33 000 000.
Фильм получил награды от евангелических христианских организаций, в том числе Best Feature Film Award в 2009 на независимом фестивале христианских фильмов в Сан-Антонио. Он был выпущен на DVD 27 января 2009 года.
Огнеупорный является третьим фильмом кинокомпании en:Sherwood Pictures.

## Сюжет
Заходя в объятый пламенем дом, капитан пожарной команды Калеб Холт действует по старому, но верному правилу пожарных: «Никогда не оставляй товарища в беде».
Приходя же домой, где его ждёт жена, чувства и любовь к которой давно угасли, Калеб Хольт живёт по своим собственным правилам и согласно своим собственным интересам. На работе Калеб Хольт всегда старается, и спасает других, но как же ему спасти свой брак? И только любовь Божья, изменившая его сердце, способна помочь Калебу восстановить брак. Но путь к вере в Бога нелёгок, если человек не способен принять Божью любовь. Бог способен помочь и соединить брак на грани развода, и 40 дней начинают длиться всю жизнь. Трудное в начале становится позже лёгким и приятным.

## В ролях
| Актёр           | Роль          |
| --------------- | ------------- |
| Кирк Камерон    | Калеб Холт    |
| Эрин Бетия      | Кэтрин Холт   |
| Кен Бевел       | Майкл Симмонс |
| Стивен Дервен   | Уэйн Флойд    |
| Джейсон МакЛеод | Эрик Хэрмон   |